# عقاب طلایی

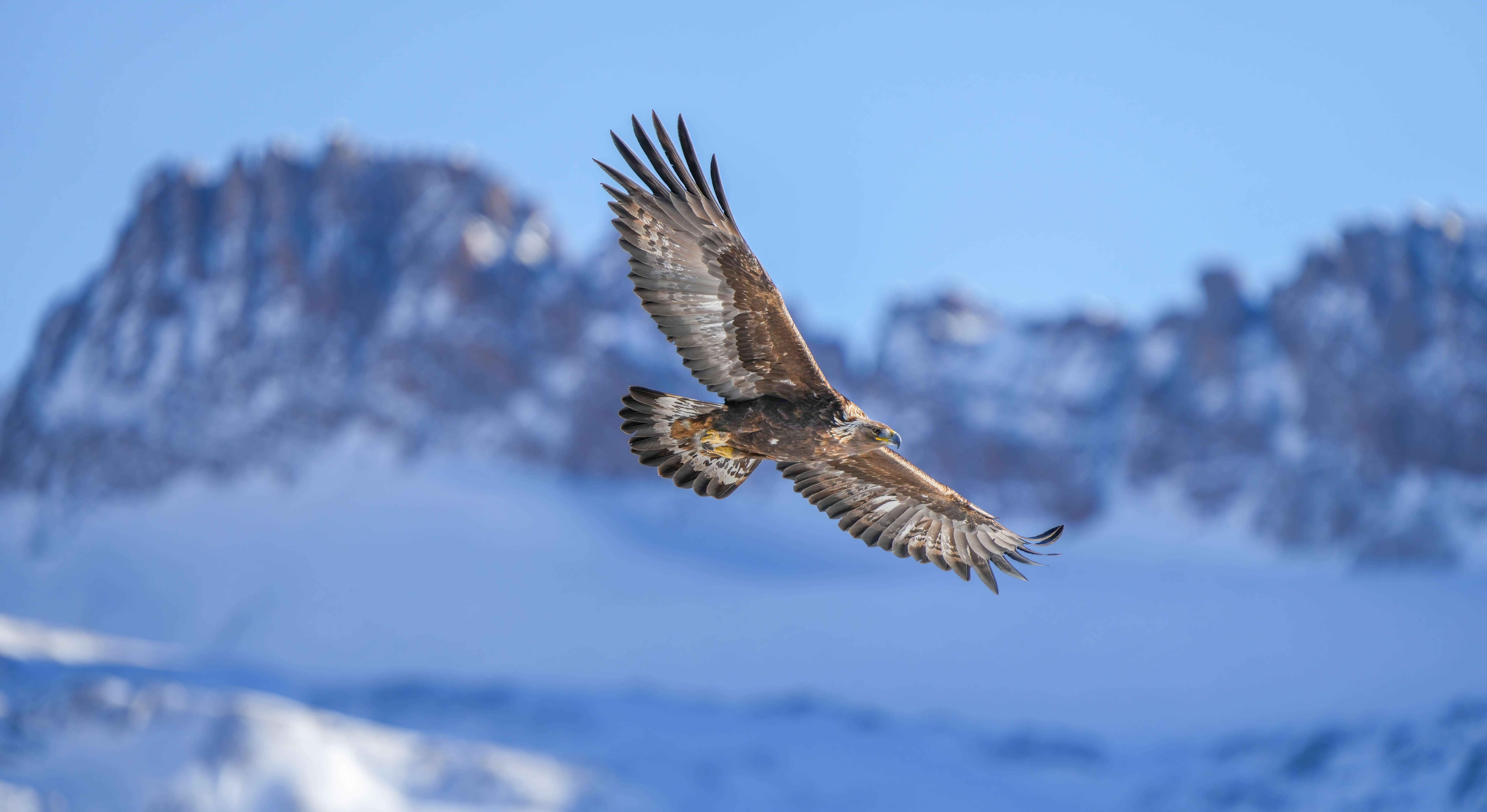
یک عقاب طلایی هنگام پرواز

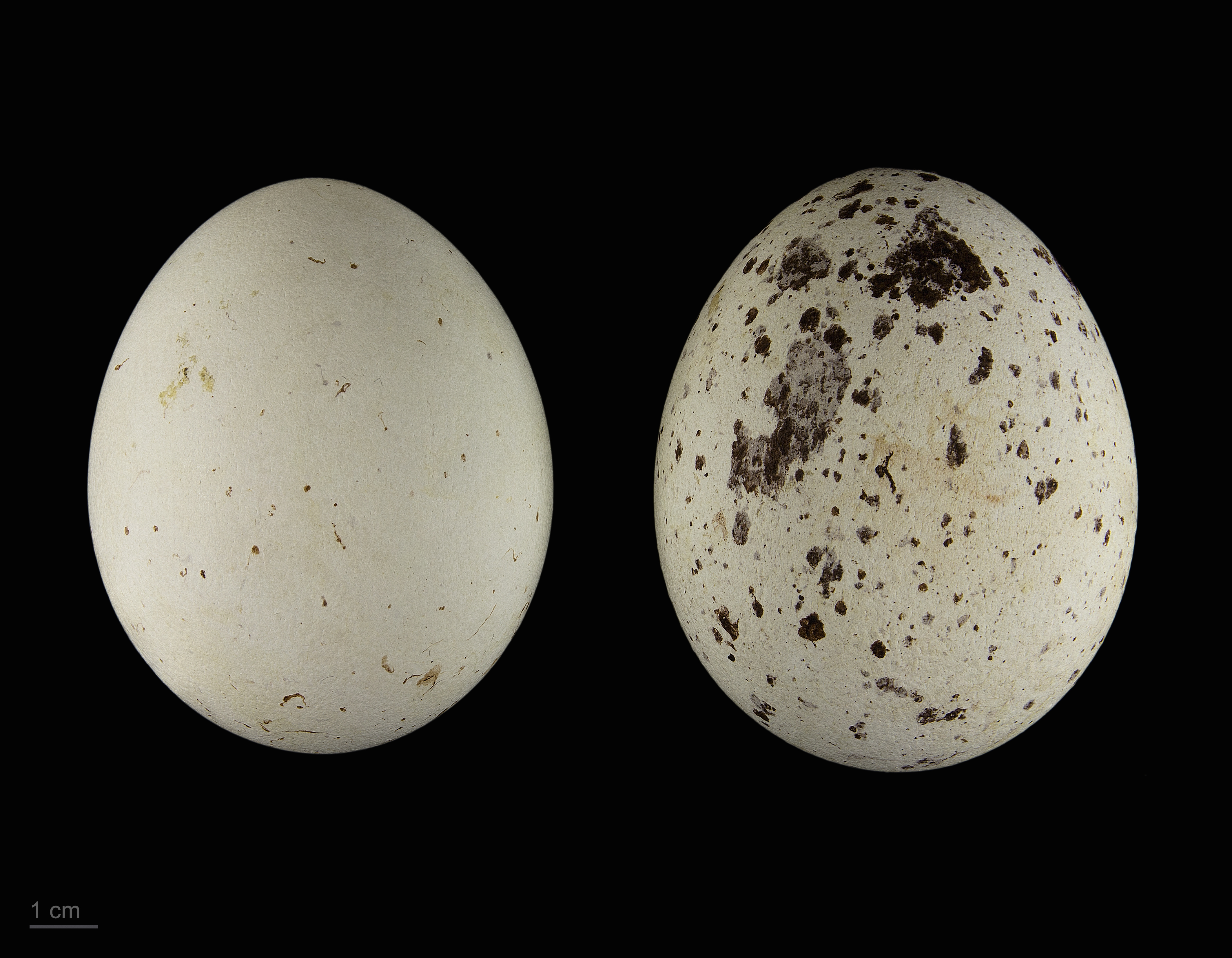
تخم عقاب طلایی

عقاب طلایی (نام علمی: Aquila chrysaetos) یک پرنده شکاری از خانوادهٔ بازان و زیرخانوادهٔ عقابیان است. این پرنده در بخش‌های زیادی از نیم‌کره شمالی زندگی می‌کند و دارای بیشترین پراکندگی جهانی در میان تمامی عقاب‌ها است. با وجود کاهش تعداد و انقراض این پرنده در برخی زیستگاه‌ها، این پرنده همچنان در مناطق وسیعی از اوراسیا، آمریکای شمالی و شمال آفریقا، یافت می‌شود.

## ویژگی‌ها
رنگ این پرندگان قهوه‌ای تیره، به همراه پرهایی به رنگ قهوه‌ای روشن یا طلایی در سر و گردن است. به‌طور متوسّط طول بال‌های آن‌ها ۷ فوت (بیش از ۲ متر) و طول خود آن‌ها ۳ فوت (۱ متر) است. وزن آن به‌طور متوسط، ۳–۶/۵ کیلوگرم می‌باشد.

## زیست‌شناسی
این پرنده معمولاً در ارتفاع ۳۶۰۰ متری زندگی می‌کند و لانهٔ خود را بر روی درختان بلند، در صخره‌ها و غیره می‌سازد. عقاب طلایی به‌طور معمول سالی یک یا دو جوجه می‌آورد. این پرنده تمام عمر با جفت خود زندگی می‌کند. عقاب‌های طلایی ماده جثهٔ بزرگتری نسبت به جنس نر دارند. عقاب‌های طلایی به دلیل داشتن بال‌های بزرگ نیاز زیادی به بال زدن در آسمان ندارند و روی لایه‌های هوا سر می‌خورند.
سرعت معمولی این پرندگان ۹۳ کیلومتر بر ساعت است اما هنگام شیرجه زدن می‌توانند سرعتشان را تا ۳۲۰ کیلومتر بر ساعت افزایش دهند. صدای این پرنده به صورت صدای بلند شبیه «کلیاک – کلیاک kliak» شنیده می‌شود.

## تغذیه
عقاب طلایی با استفاده از چابکی و سرعت و همچنین با استفاده از پاها و پنجه‌های قدرتمند خود می‌تواند طعمه‌های کوچک خود از جمله خرگوش، موش کوهی (مارموت)، سنجاب زمینی و پستانداران بزرگ مانند روباه، گربه وحشی یا خانگی، بز کوهی و بچه آهوها را شکار کند. آن‌ها همچنین در مواقع کمیاب بودن شکار، مردار حیوانات و خزندگان را نیز می‌خورند. عقاب‌های طلایی، پنجه‌هایی بسیار محکم و قوی دارند و می‌توانند طعمه‌های تا وزن ۸ کیلوگرم را حمل کنند اما به گفتهٔ کارشناسان محیط زیست، این پرندگان توانایی بلند کردن طعمه‌های بسیار سنگین مانند بزکوهی و آهوها را نیز دارند. در بعضی از کشورها نظیر مغولستان این پرنده را برای شکار آموزش می‌دهند. از آن‌جا که این پرنده قدرت شکارگری بسیار بالایی دارد، از عقاب طلایی برای شکار گرگ و روباه استفاده می‌کنند. کرکس سیاه نیز ممکن است توسط عقاب‌های طلایی شکار شود.

## طبقه‌بندی
عقاب‌های طلایی دارای شش زیرگونه هستند که در نوع پوشش و اندازه، اندکی تفاوت دارند. این زیرگونه‌ها عبارت‌اند از عقاب طلایی اروپایی، عقاب طلایی ایبریایی، عقاب طلایی آسیایی (عقاب طلایی هیمالیایی یا برکوت)، عقاب طلایی ژاپنی، عقاب طلایی سیبری (عقاب طلایی کامچاتکا) و عقاب طلایی آمریکای شمالی
بزرگ‌ترین جثه را در این زیرگونه‌ها، عقاب‌های طلایی هیمالیایی دارند.

## پراکندگی
عقاب‌های طلایی در اطراف قطب شمال در اسکاتلند، اروپا (کوه‌های آلپ، اسپانیا، ایتالیا، یونان، رومانی، یوگسلاوی، سرتاسر سیبری) تا آسیا، ایران و آمریکای شمالی زادآوری دارد.

### ایران
در ایران نیز در بسیاری از مناطق مختلف کشور این حیوان وجود دارد در تمامی کردستان و شهرهایی مانند همدان اردبیل، یزد، آمل و ارتفاعات عمارلو گیلان و کویرهای ایران و سایر شهرها از شمال غربی تا شرق کشور این عقاب یافت می‌شود.

## زادآوری
معمولاً دو تخم می‌گذارند و در حدود ۴۵ روز روی تخم‌ها می‌خوابند. گاهی نرها جای ماده‌ها روی تخم‌ها می‌خوابند و ماده‌ها شکار می‌کنند.